# 말/앵콜요청금지
《말/앵콜요청금지》는 대한민국의 밴드 브로콜리너마저가 2006년에 쌈싸페에 응모했던 음원인 〈말〉과 〈앵콜요청금지〉의 데모버전을 수록하고 있는 싱글 음반이다.

## 수록곡
1. 말 (vo.계피)
2. 앵콜요청금지 (vo.계피)